# Vinci (Toskana)
Vinci ist eine italienische Gemeinde mit 14.578 Einwohnern (Stand 31. Dezember 2023) in der Nähe der Stadt Empoli in der Metropolitanstadt Florenz, Region Toskana.

## Geografie

Lage von Vinci in der Metropolitanstadt Florenz

Der Ort befindet sich etwa 97 m über dem Meeresspiegel und die Gemeindefläche beträgt etwa 54 km². Die Provinz- und Regionalhauptstadt Florenz liegt ca. 36 km östlich, die nächstgelegene größere Stadt ist Empoli, ca. 7 km südlich. Die Gemeinde liegt im Valdarno Inferiore (unteres Arnotal, bzw. tiefergelegenes Arnotal) in der klimatischen Einordnung italienischer Gemeinden in der Zone D, 1 765 GG südlich des Berges Montalbano. Das wichtigste Gewässer im Gemeindegebiet ist der Arno, der die Gemeindegrenze zu Empoli im Süden der Gemeinde darstellt (2 km). Weitere wichtige Gewässer sind die Torrenti (Wildbäche) Streda (11 von 11 km im Gemeindegebiet) und Vincio (7 von 15 km im Gemeindegebiet).
Zu den Ortsteilen zählen Anchiano, Apparita (61 m, ca. 160 Einwohner), Barano (210 m, ca. 30 Einwohner), La Stella (60 m, ca. 180 Einwohner, gehört zum Teil zu Lamporecchio), Piccaratico (33 m, ca. 30 Einwohner), Salvino (160 m, ca. 20 Einwohner), Sant’Ansano (85 m, ca. 200 Einwohner), Spicchio/Sovigliana (25 m, ca. 7600 Einwohner, gehört teilweise auch zu Capraia e Limite und Empoli), Toiano (85 m, ca. 200 Einwohner) und Vitolini. Der Hauptort Vinci hat ca. 1550 Einwohner.
Die Nachbargemeinden sind Capraia e Limite, Carmignano (PO), Cerreto Guidi, Empoli, Lamporecchio (PT) und Quarrata (PT).

## Geschichte
Erstmals erwähnt wurde die Burg von Vinci im 11. Jahrhundert. Bis zum 12. August 1254 war der Ort im Besitz der Guidi, danach wurde er von der Republik Florenz eingenommen und zur Gemeinde erklärt. Nach der Schlacht von Montaperti 1260, aus der Florenz mit einer Niederlage herausging, übernahmen die Guidi erneut die Macht im Ort, verkauften aber 1273 Vinci wieder an Florenz. 1315 erhob sich die Bevölkerung unter Leitung von Uguccione della Faggiola gegen die Herren aus Florenz, die den Ort aber im April 1316 wieder einnahmen. Die ersten Statuten von Vinci entstanden 1383.
Nach der Gebietsreform 1774 von Pietro Leopoldo d’Asburgo-Lorena gehörte Vinci zu Cerreto Guidi, nach der französischen Besetzung wurde der Ort 1814 wieder eine eigenständige Gemeinde. Staatspräsident Luigi Einaudi erklärte den Ort am 15. Juli 1954 aufgrund seiner historischen Wichtigkeit zur Stadt. 1961 gründete der Direktor der Kölner Werkschulen Friedrich Vordemberge in Vinci ein „Außen-Studio“ für seine Kunststudenten, das bis 1971 bestand. Die Stadt ernannte ihn dafür 1966 zum Ehrenbürger.

## Sehenswürdigkeiten
- Geburtshaus Leonardo da Vincis im Ortsteil Anchiano. Liegt etwa 3 km nördlich von Vinci und enthält eine Reproduktion der Mappa del Valdarno von Leonardo da Vinci.[8]
- Castello dei Conti Guidi, Burg im Ortszentrum, auch Castello della Nave (Schiffsburg) genannt, entstand um das Jahr 1000 und ist seit 1919 im Besitz der Gemeinde Vinci. Es beherbergt das 1919 gegründete Museo Leonardiano di Vinci mit Zeichnungen, Modellen und Repliken von Leonardos Maschinen und Erfindungen[11] sowie das von Alessandro Vezzosi gegründete private Museo ideale Leonardo da Vinci.
- L’Uomo di Vinci, Holzskulptur von Mario Ceroli, 1987; nach: Der vitruvianische Mensch von Leonardo.[10]
- Piazza dei Conti Guidi, neue Platzgestaltung von Mimmo Paladino, 2006
- Biblioteca Leonardiana, 1928 gegründete Bibliothek, enthält über 7000 Monografien über Leonardo da Vinci.[8]
- Chiesa di Santa Croce, Kirche im Ortskern. Sie unterstand im 13. Jahrhundert der Pieve di San Giovanni Battista in Greti. Wurde mehrmals restauriert und erneuert, das heutige Erscheinungsbild entstammt der Restauration von 1925 bis 1935. Der Campanile wurde im 19. Jahrhundert neu gebaut.[12]
- Il Cavallo (Das Pferd), eine Plastik, die seit 2001 an der Piazza della Libertà steht. Sie wurde nach einem Tonmodell der japanisch-amerikanischen Künstlerin Nina Akamu[13], angefertigt nach Entwürfen Leonardos für das geplante Reiterstandbild Francesco Sforzas, aus Bronze gegossen.
- Santuario della Santissima Annunziata, Sanktuarium kurz außerhalb der Stadtmauern, erbaut im 16. Jahrhundert. Es enthält das Tafelbild Annunciazione (um 1520), Fra Paolino da Pistoia (Paolo di Bernardino di Signoraccio, 1488–1547) zugeschrieben.[14]
- Chiesa di Santa Maria Assunta a Faltognano, Kirche in Faltognano.
- Chiesa di Santa Maria Assunta a Spicchio, auch a Pagnanamina genannt, Kirche in Spicchio, erstmals 1119 erwähnt und 1633 erweitert. Das heutige Erscheinungsbild ist Ergebnis der Restaurierungsarbeiten der 1960er Jahre. Die Kirche beherbergt ein Tafelbild (Madonna col Bambino) von Jacopo di Cione (1325–1399), dem jüngeren Bruder des Orcagna.[12]
- Chiesa di Santa Maria a Petroio, Kirche der 1326 von Castruccio Castracani zerstörten Burg Petroio.[12]
- Oratorio dell’Erta, Oratorium südlich von Vinci nahe Spicchio/Sovigliana.
- Pieve di San Giovanni Battista a Sant’Ansano in Greti, Pieve im Ortsteil Sant’Ansano. Die Kirche ist die älteste im Gemeindegebiet und wurde bereits 998 von Otto III. in einem Diplom erwähnt. Sie erlitt im Zweiten Weltkrieg erhebliche Schäden am Campanile, am Dach und am Portikus aus dem 16. Jahrhundert. Im Inneren Werke von Puccio di Simone (Sant’Ansano tra due Angeli)[12] und Rutilio Manetti (Papst Alexander I. wird von einem Engel aus dem Kerker befreit) (Leinwand, 235 × 169 cm, um 1625).[15]
- Pieve di San Pietro, Pieve im Ortsteil Sant’Amato, die aus dem 12. Jahrhundert stammt.[12]

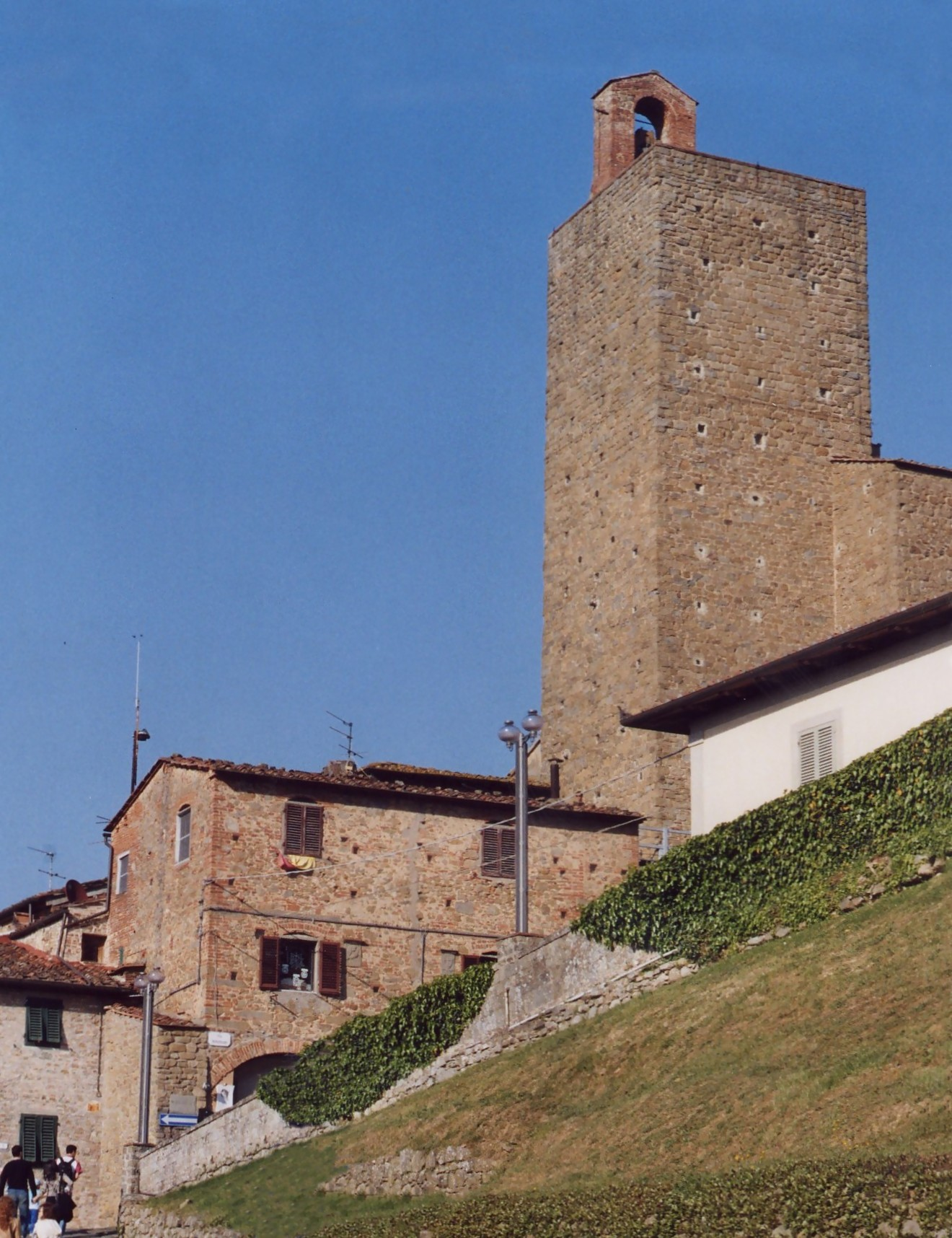
Das Castello dei Conti Guidi im Ortskern
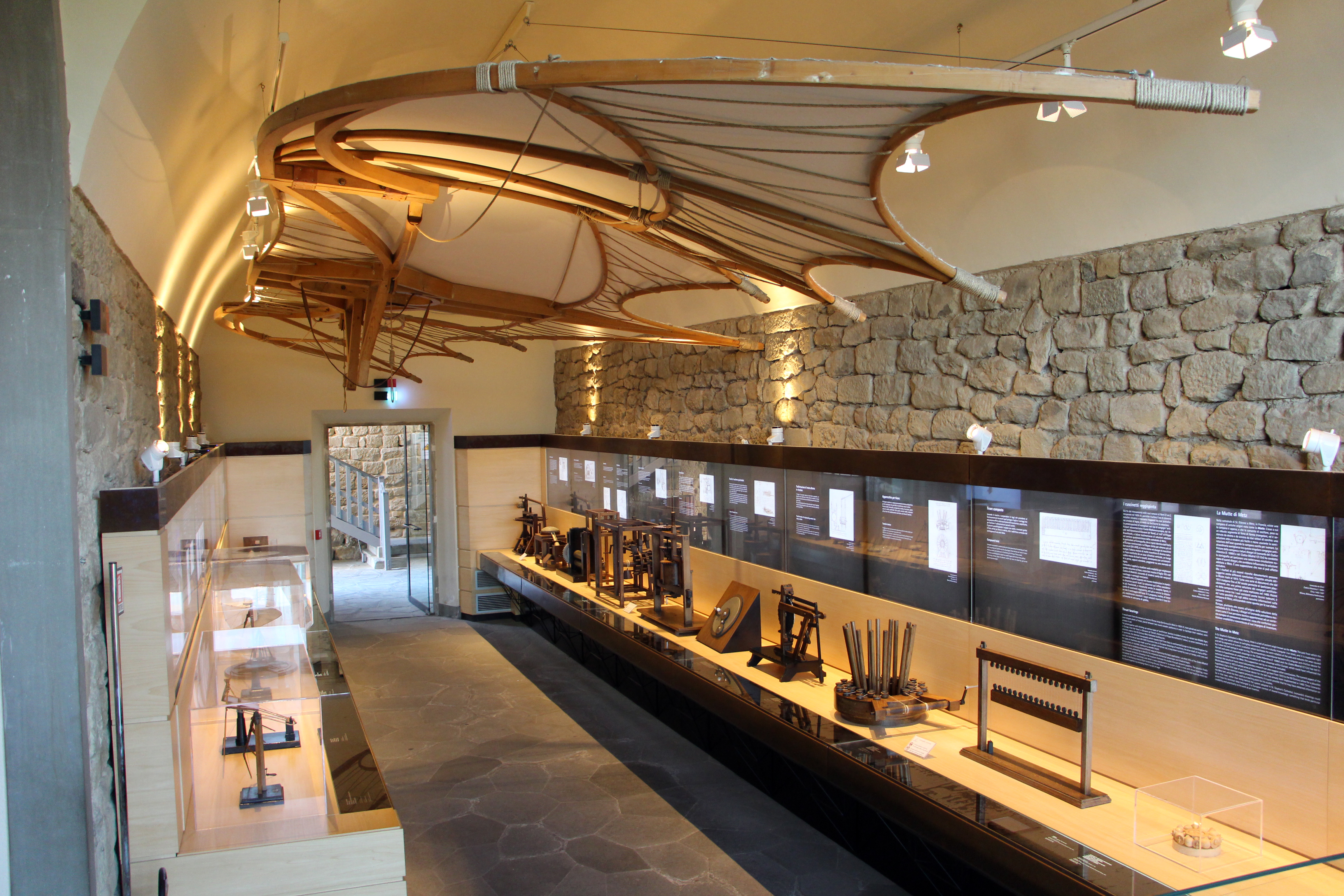
Museo Leonardiano
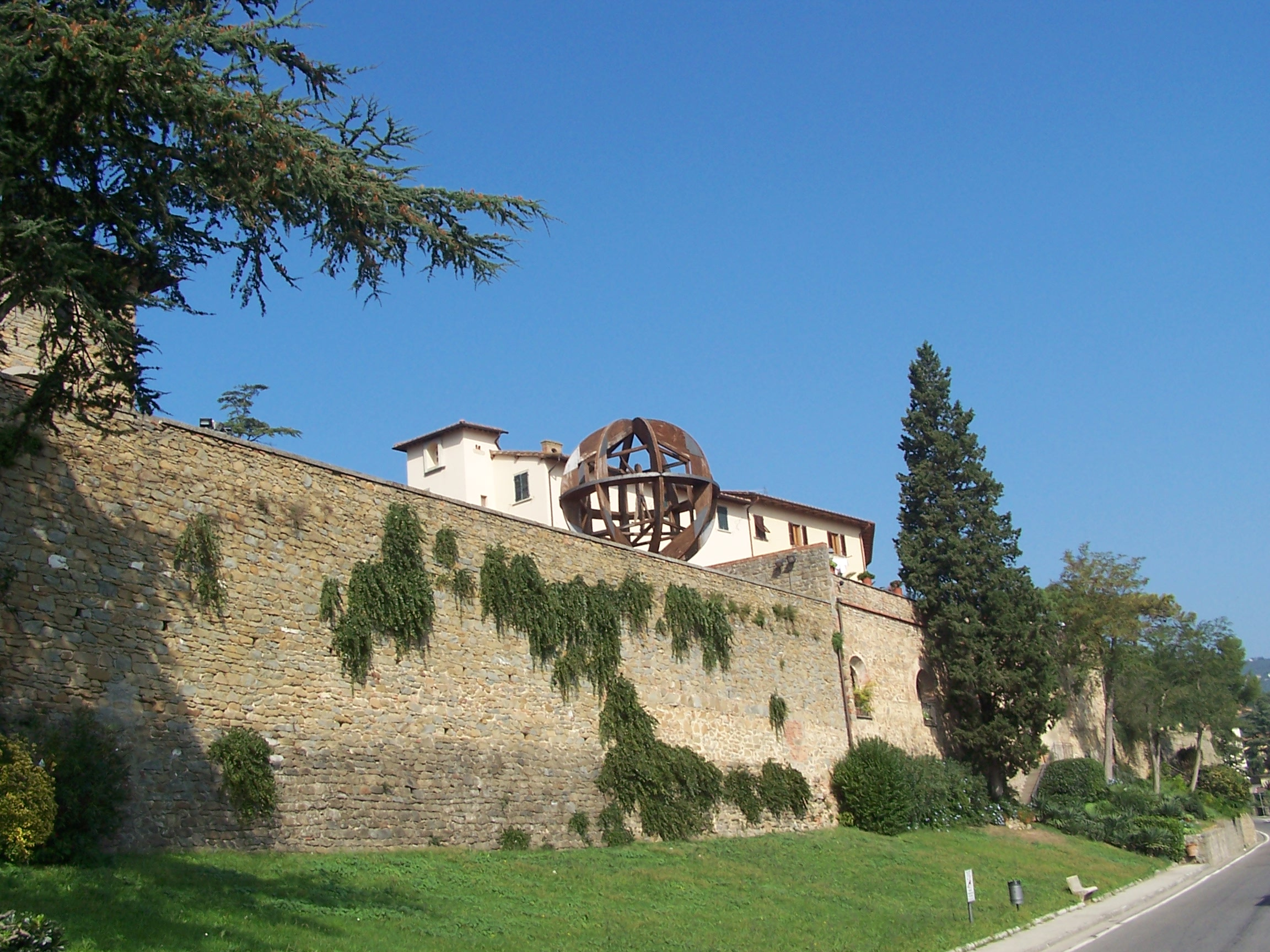
Stadtmauer und Uomo di Vinci
Piazza dei Guidi nachts; entworfen von Mimmo Paladino
Piazza dei Guidi, 2006 gestaltet
Piazza dei Guidi nachts
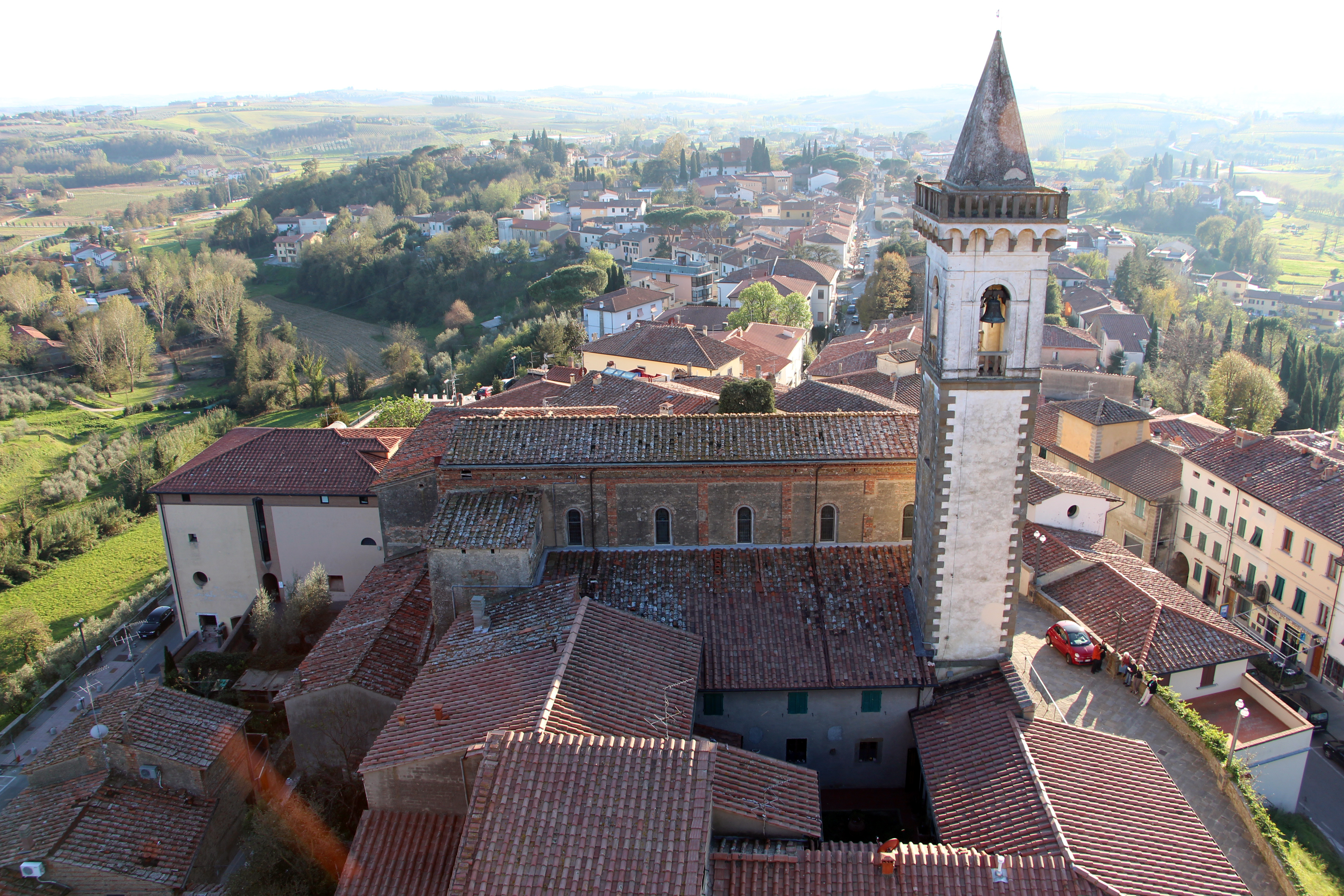
Blick vom Castello auf die Kirche Santa Croce und Vinci
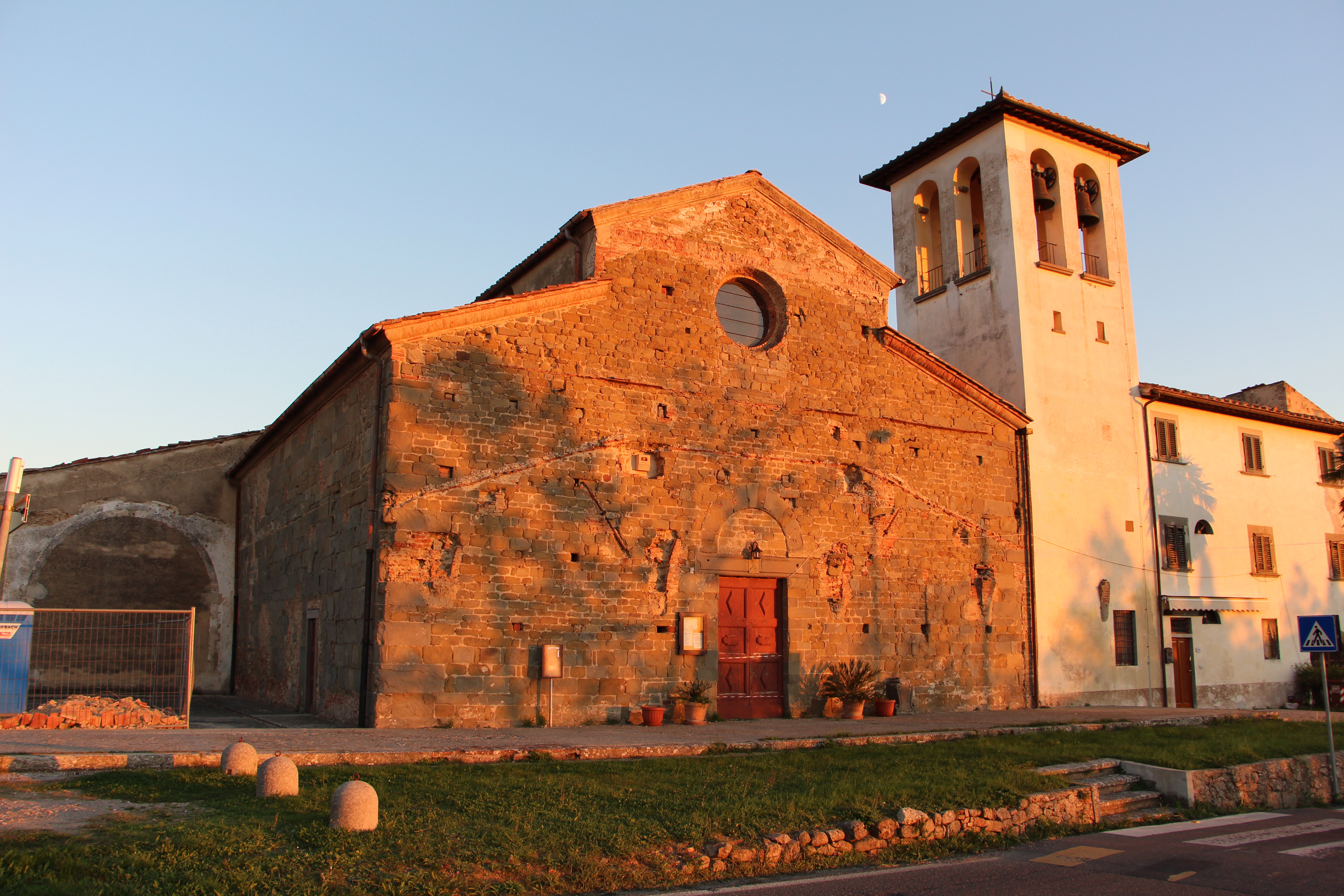
Pieve di San Giovanni Battista

## Verkehr
- Die nächstgelegene Fernverkehrsstraße ist die Strada di grande comunicazione Firenze-Pisa-Livorno. Die Anschlussstelle Empoli liegt ca. 10 km südlich von Vinci.
- Der nächstgelegene größere Bahnhof ist der Bahnhof von Empoli. Von hier gehen Bahnverbindungen nach Pisa/Livorno, Florenz und Siena. Von Vinci gibt es Busverbindungen zum Bahnhof Empoli.

## Persönlichkeiten

### Söhne und Töchter der Gemeinde
- Leonardo da Vinci (1452–1519), Universalgelehrter und Künstler, geboren im Ortsteil Anchiano
- Giulio Masetti (1894–1926), Adeliger und Automobilrennfahrer
- Roberto Filippini (* 1948), katholischer Geistlicher, Bischof von Pescia
- Roberto Gaggioli (* 1962), Radrennfahrer und Sportlicher Leiter

### Ehrenbürger
- Carlo Pedretti (1928–2018), italienischer Kunsthistoriker
- Friedrich Vordemberge (1897–1981), deutscher Maler